# Florînske, Bârzula
Florînske (în ucraineană Флоринське) este un sat în comuna Valea Hoțului din raionul Bârzula, regiunea Odesa, Ucraina.

## Demografie
Componența lingvistică a localității Florînske
     Ucraineană (76,19%)
     Română (11,11%)
     Rusă (5,29%)
     Alte limbi (0,53%)
Conform recensământului din 2001, majoritatea populației localității Florînske era vorbitoare de ucraineană (76,19%), existând în minoritate și vorbitori de română (11,11%), armeană (6,88%) și rusă (5,29%).